# Aleksander Dańda
Aleksander Dańda (ur. 26 lutego 1977 w Krakowie) – polski politolog, doktor nauk humanistycznych, dyplomata, wykładowca i nauczyciel, Konsul Generalny RP w Hongkongu (2019–2023) oraz Mumbaju (2023–2024).

## Życiorys
Aleksander Dańda w 2001 ukończył politologię na specjalności stosunki międzynarodowe na Uniwersytecie Jagiellońskim. W 2006 na Wydziale Studiów Międzynarodowych i Politycznych UJ uzyskał stopień doktora nauk humanistycznych w dyscyplinie nauk o polityce na podstawie napisanej pod kierunkiem Andrzeja Zięby pracy Dominium jako forma ustrojowa państw anglosaskich.
Pracował jako nauczyciel akademicki oraz lektor języka angielskiego. Autor artykułów i monografii z zakresu problematyki ustrojowej, nauk o bezpieczeństwie i stosunkach międzynarodowych ze szczególnym uwzględnieniem państw anglosaskich. Wykładał na UJ, Uniwersytecie Ekonomicznym w Krakowie (od 2017) oraz w Wyższej Szkole Europejskiej im. ks. Józefa Tischnera, gdzie sprawował funkcję dziekana Wydziału Stosowanych Nauk Społecznych. Był dyrektorem gimnazjum w podkrakowskich Mogilanach. W 2016 został powołany na zastępcę dyrektora Departamentu Szkolnictwa Wyższego, a następnie dyrektora Departamentu Nauki w Ministerstwie Nauki i Szkolnictwa Wyższego. W 2018 został przewodniczącym Rady Polsko-Amerykańskiej Komisji Fulbrighta.
W kadencji 2010–2014 był wiceprzewodniczącym Rady Miejskiej w Skale z ramienia lokalnego komitetu Nasza Gmina – Wspólna Sprawa.
1 października 2019 do 19 września 2023 zajmował stanowisko Konsula Generalnego RP w Hongkongu. 20 września 2023 objął stanowisko Konsula Generalnego RP w Mumbaju. Misję zakończył w lipcu 2024. W tym samym miesiącu został zastępcą burmistrza Skały.

## Wybrane publikacje
- Aleksander Dańda, Dominium jako forma ustrojowa państw anglosaskich, Kraków: Wyższa Szkoła Europejska im. ks. Józefa Tischnera, 2009, ISBN 978-83-929681-0-8.
- Konrad Pędziwiatr, Patryk Kugiel, Aleksander Dańda (red.), Current challenges to peacebuilding efforts and development assistance = Współczesne wyzwania dla budowania pokoju i współpracy rozwojowej, Kraków: Tischner European University, 2011, ISBN 978-83-60005-19-4.